# Kamow Ka-40
Der Kamow Ka-40 war ein Projekt für einen U-Boot-Abwehrhubschrauber, das auf dem Kamow Ka-27 basierte und seit 1990 entwickelt wurde.

## Geschichte
Der Antrieb sollte durch zwei 1.838 kW (2.465 PS) starken Turbowellenturbinen Klimow TWA-3000, die auf ein koaxiales Rotorsystem wirken, erfolgen. Die zivile Variante sollte eine Nutzlast von 7.000 kg (15.432 lb) befördern können, während die militärische Marinevariante mit einer eine Reihe von ASW-Waffen und dazugehöriger Elektronik ausgerüstet worden wäre. Als Bewaffnung waren in der Hauptsache APR-3-Torpedos mit Wasserstrahlantrieb und gelenkte Wasserbomben vom Typ KAB-250PL vorgesehen.
Obwohl die Ka-40 für mehrere zivile und militärische Zwecke vorgesehen war, wurde die Entwicklung 1998 eingestellt.

## Technische Daten
- Antrieb: 2 × 1.838 kW (2.465 PS) Klimow-TWA-3000-Turbowellentriebwerke
- norm. Startmasse: 12.500 kg (27.557 lb)
- max. Startmasse: 14.500 kg (31.967 lb)

## Vergleichbare Marinehubschrauber
- Agusta-Bell AB-212ASW (Bell UH-1N „Twin Huey“)
- Kaman SH-2F „Seasprite“
- Mil Mi-14PL („Haze-A“)
- Sikorsky SH-3D „Sea King“ (S-61)
- Sikorsky SH-60B „Seahawk“
- Westland „Lynx“ HAS Mk.3